# Pomacanthus semicirculatus
Pomacanthus semicirculatus là một loài cá biển thuộc chi Pomacanthus trong họ Cá bướm gai. Loài này được mô tả lần đầu tiên vào năm 1831.

## Từ nguyên
Từ định danh của loài trong tiếng Latinh được dịch nghĩa là "có hình bán nguyệt", hàm ý đề cập đến các dải sọc cong ở thân sau của cá con.

## Phạm vi phân bố và môi trường sống
P. semicirculatus có phạm vi phân bố rộng khắp khu vực Ấn Độ Dương - Thái Bình Dương. Từ Biển Đỏ, loài này được ghi nhận dọc theo bờ biển Đông Phi trải dài đến Nam Phi, bao gồm Madagascar và các đảo quốc trong Ấn Độ Dương, cũng như bờ biển Ấn Độ và Tây Úc; từ biển Andaman trải rộng khắp vùng biển các nước Đông Nam Á và một số các quần đảo, đảo quốc thuộc châu Đại Dương; trải dài về phía nam đến bờ biển phía đông của Úc và đảo Lord Howe; ngược lên phía bắc đến tận vùng biển phía nam Nhật Bản.
Từ năm 1999 đến 2014, loài này đã nhiều lần được quan sát ở ngoài khơi Boca Raton, Fort Lauderdale, Pompano Beach, Deerfield Beach, Delray Beach, Boynton Beach, Palm Beach (đều là những thành phố thuộc bang Florida, Hoa Kỳ), nhiều khả năng là do phóng thích cá cảnh. Không những thế, P. semicirculatus còn được quan sát một vài lần ở ngoài khơi đảo Oahu (Hawaii).
P. semicirculatus sống gần các rạn san hô viền bờ, đôi khi bắt gặp chúng trong các hang động hoặc xác tàu đắm, độ sâu đến ít nhất là 40 m. Tại Hawaii, P. semicirculatus được nhìn thấy ở độ sâu đến 60 m; còn ở rạn san hô Great Barrier, loài này đã được ghi nhận ở độ sâu đến 105 m.

## Mô tả

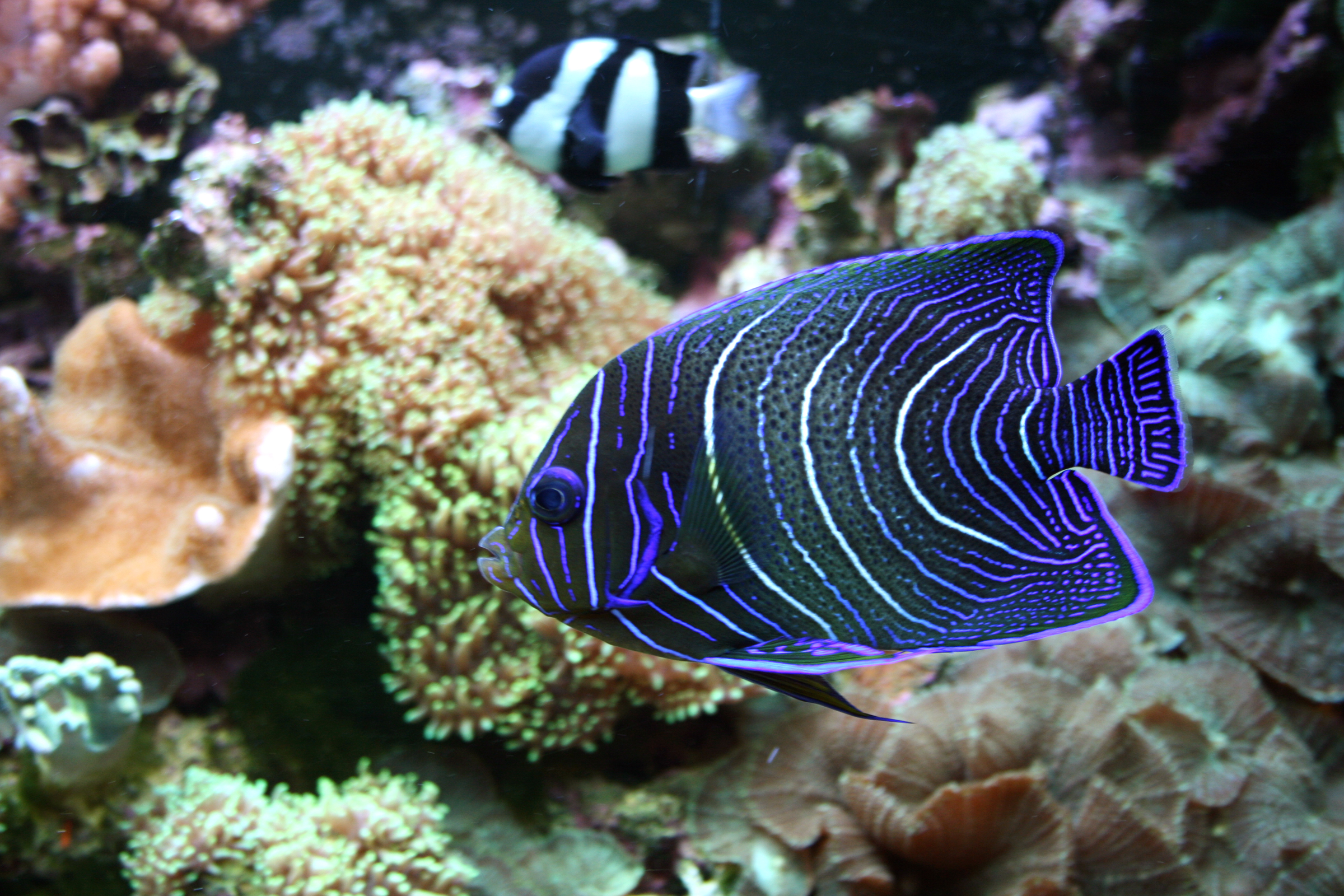
Cá con

P. semicirculatus có chiều dài cơ thể tối đa được biết đến là 40 cm. Cá trưởng thành có màu nâu xanh lục, ngoại trừ một vùng màu vàng lục ở giữa thân. Hai bên thân và các vây có rất nhiều chấm màu xanh lam. Vây lưng và vây hậu môn phát triển dài vượt qua vây đuôi; cả hai vây này và cả vây đuôi đều có viền màu xanh óng. Miệng có màu vàng nhạt. Viền xanh trên má và nắp mang (mang có một hàng gai màu xanh óng).
Cá con có màu xanh thẫm (gần như đen) với các dải sọc cong màu trắng và xanh óng; vây đuôi trong suốt. Những dải sọc ở thân sau uốn cong thành hình bán nguyệt rõ rệt, khác với cá con của nhiều loài cùng chi (như Pomacanthus maculosus), nhưng không tạo thành các vòng tròn đồng tâm như Pomacanthus imperator.
Số gai vây lưng: 13; Số tia vây ở vây lưng: 20–23; Số gai vây hậu môn: 3; Số tia vây ở vây hậu môn: 18–22; Số tia vây ở vây ngực: 19–21.

## Sinh thái
Thức ăn chính của P. semicirculatus là tảo, hải miên (bọt biển) và những loài thuộc phân ngành Sống đuôi (hải tiêu). Cá trưởng thành có thể bơi theo cặp, nhưng cũng có thể sống đơn độc.
Cá thể lai giữa P. semicirculatus và Pomacanthus maculosus đã được quan sát và ghi nhận tại vịnh Aden (thuộc bờ biển Yemen). Ngoài ra, P. semicirculatus còn lai tạp với hai loài cùng chi, bao gồm Pomacanthus imperator và Pomacanthus chrysurus, được ghi nhận ở bờ biển Đông Phi, và với cả Pomacanthus rhomboides ở Nam Phi.
P. semicirculatus là một loài thường được xuất khẩu trong ngành buôn bán cá cảnh.